# Miloš Luković
Miloš Luković (Nueva Belgrado, 18 de noviembre de 2005) es un futbolista serbio. Juega de delantero para la Unión Deportiva Las Palmas de la Segunda División de España, cedido a préstamo desde Racing Club de Estrasburgo Alsacia.

## Trayectoria
Debutó como profesional el 20 de noviembre de 2021, fue titular con 16 años recién cumplidos para enfrentar a Radnički Sremska Mitrovica y empataron 1-1 en la fecha 19 del campeonato de segunda división serbio. En su primera temporada como profesional jugó 13 partidos y convirtió 4 goles, su equipo llegó a jugar un playoff por ascender de categoría pero por diferencia de goles no pudieron lograr el ascenso.
En la temporada 2022-23 se consolidó en el primer equipo, mantuvo una buena cuota goleadora, incluso llegó a ser el capitán del club ante la ausencia de los 2 primeros capitanes como titulares. Tuvieron una gran campaña y lograron el primer puesto en el campeonato de Segunda División, por lo que por primera vez en su historia el FK IMT ascendió a la máxima categoría del fútbol serbio. Estuvo presente en 37 partidos y convirtió 16 goles.
Fue nombrado como primer capitán del equipo para la temporada 2023-24, a pesar de tener 17 años. Debutó en Primera División el 29 de julio de 2023, convirtió un gol pero perdieron 2-1. En la fecha 3 convirtió su primer doblete, en lo que fue el primer triunfo del club en la máxima categoría.
El 13 de enero de 2024 fue fichado por Racing Club de Estrasburgo Alsacia, firmó contrato hasta el 30 de junio de 2028. Regresó a su club para culminar la temporada 2023-24.
Tras 2 partidos con Racing, fue cedido al Sportclub Heerenveen a comienzos de 2025, para tener más rodaje. Totalizó 14 presencias en el fútbol neerlandés y anotó 3 goles. Volvió a ser cedido a mediados del año, esta vez a Las Palmas, para disputar la temporada 2025-26.

## Selección nacional
Ha sido internacional con la selección de fútbol de Serbia en las categorías sub-18, sub-19 y sub-21.

## Estadísticas

### Clubes
Actualizado al último partido citado el 22 de mayo de 2025.
| Club                         | Div.          | Temporada     | Liga  | Liga  | Liga   | Copas nacionales | Copas nacionales | Copas nacionales | Copas internacionales | Copas internacionales | Copas internacionales | Total | Total | Total  |
| Club                         | Div.          | Temporada     | Part. | Goles | Asist. | Part.            | Goles            | Asist.           | Part.                 | Goles                 | Asist.                | Part. | Goles | Asist. |
| ---------------------------- | ------------- | ------------- | ----- | ----- | ------ | ---------------- | ---------------- | ---------------- | --------------------- | --------------------- | --------------------- | ----- | ----- | ------ |
| F. K. IMT Serbia             | 2.ª           | 2021-22       | 11    | 3     | 1      | 2                | 1                | 0                | —                     | —                     | —                     | 13    | 4     | 1      |
| F. K. IMT Serbia             | 2.ª           | 2022-23       | 35    | 15    | 3      | 2                | 1                | 0                | —                     | —                     | —                     | 37    | 16    | 3      |
| F. K. IMT Serbia             | 1.ª           | 2023-24       | 37    | 17    | 2      | 1                | 1                | 0                | —                     | —                     | —                     | 38    | 18    | 2      |
| F. K. IMT Serbia             | Total club    | Total club    | 83    | 35    | 6      | 5                | 3                | 0                | 0                     | 0                     | 0                     | 88    | 38    | 6      |
| R. C. Estrasburgo A. Francia | 1.ª           | 2024-25       | 2     | 0     | 0      | -                | -                | -                | —                     | —                     | —                     | 2     | 0     | 0      |
| R. C. Estrasburgo A. Francia | Total club    | Total club    | 2     | 0     | 0      | 0                | 0                | 0                | 0                     | 0                     | 0                     | 2     | 0     | 0      |
| SC Heerenveen · Países Bajos | 1.ª           | 2024-25       | 14    | 3     | 0      | -                | -                | -                | —                     | —                     | —                     | 14    | 3     | 0      |
| SC Heerenveen · Países Bajos | Total club    | Total club    | 14    | 3     | 0      | 0                | 0                | 0                | 0                     | 0                     | 0                     | 14    | 3     | 0      |
| U. D. Las Palmas · España    | 2.ª           | 2025-26       | 0     | 0     | 0      | -                | -                | -                | —                     | —                     | —                     | 0     | 0     | 0      |
| U. D. Las Palmas · España    | Total club    | Total club    | 0     | 0     | 0      | 0                | 0                | 0                | 0                     | 0                     | 0                     | 0     | 0     | 0      |
| Total carrera                | Total carrera | Total carrera | 99    | 38    | 6      | 5                | 3                | 0                | 0                     | 0                     | 0                     | 104   | 41    | 6      |
| 1.                           |               |               |       |       |        |                  |                  |                  |                       |                       |                       |       |       |        |

### Selección
Actualizado al último partido citado el 4 de junio de 2025.
| Selección         | Temporada         | Continental | Continental | Continental | Mundial | Mundial | Mundial | Amistosos | Amistosos | Amistosos | Total | Total | Total  |
| Selección         | Temporada         | Part.       | Goles       | Asist.      | Part.   | Goles   | Asist.  | Part.     | Goles     | Asist.    | Part. | Goles | Asist. |
| ----------------- | ----------------- | ----------- | ----------- | ----------- | ------- | ------- | ------- | --------- | --------- | --------- | ----- | ----- | ------ |
| Sub-18 Serbia     | 2022              | —           | —           | —           | —       | —       | —       | 0         | 0         | 0         | 0     | 0     | 0      |
| Sub-18 Serbia     | Total sel.        | 0           | 0           | 0           | 0       | 0       | 0       | 0         | 0         | 0         | 0     | 0     | 0      |
| Sub-19 Serbia     | 2022-23           | -           | -           | -           | —       | —       | —       | 2         | 0         | 0         | 2     | 0     | 0      |
| Sub-19 Serbia     | 2023-24           | 3           | 0           | 0           | —       | —       | —       | 0         | 0         | 0         | 3     | 0     | 0      |
| Sub-19 Serbia     | Total sel.        | 3           | 0           | 0           | 0       | 0       | 0       | 2         | 0         | 0         | 5     | 0     | 0      |
| Sub-21 Serbia     | 2023-24           | 3           | 0           | 1           | —       | —       | —       | -         | -         | -         | 3     | 0     | 1      |
| Sub-21 Serbia     | 2024-25           | -           | -           | -           | —       | —       | —       | 3         | 0         | 0         | 3     | 0     | 0      |
| Sub-21 Serbia     | Total sel.        | 3           | 0           | 1           | 0       | 0       | 0       | 3         | 0         | 0         | 6     | 0     | 1      |
| Total selecciones | Total selecciones | 6           | 0           | 1           | 0       | 0       | 0       | 5         | 0         | 0         | 11    | 0     | 1      |
| 1.                |                   |             |             |             |         |         |         |           |           |           |       |       |        |

## Palmarés

### Títulos nacionales
| Título           | Equipo    | País   | Año  |
| ---------------- | --------- | ------ | ---- |
| Prva Liga Srbija | F. K. IMT | Serbia | 2023 |